# Волошинов, Валентин Николаевич
Валенти́н Никола́евич Воло́шинов (18 (30) июня 1895, Санкт-Петербург — 13 июня 1936, Детское Село, ныне город Пушкин) — российский лингвист, философ, музыковед, принадлежавший к кругу Михаила Бахтина.

## Биография
В молодости участник общества мистической ориентации розенкрейцеров, друг Анастасии Цветаевой и Бориса Зубакина. Ещё до революции стал близким другом М. М. Бахтина, участником Невельской школы философии. Как утверждал впоследствии сам Бахтин, Волошинов познакомил его с Вячеславом Ивановым.
Учился на юридическом факультете Петроградского университета, в 1916 г прервал образование В 1919-22 гг жил в Невеле, затем в Витебске, опубликовал несколько статей о музыке, читал лекции по искусствоведению и литературоведению в основанном П. Медведевым в Витебске 1-м Пролетарском Университете. Вслед за П. Медведевым в 1922 г вернулся в Петроград, где, после переезда туда весной 1924 г. и М. Бахтина продолжилось их тесное общение. Выступал со стихами и музыкальными этюдами в салоне пианистки М. В. Юдиной. Окончил Ленинградский университет (по отделению общественных наук, 1924, специализировался по лингвистике), был аспирантом Научно-исследовательского института сравнительной истории литератур и языков Запада и Востока (ИЛЯЗВ), затем доцентом (ИЛЯЗВ), профессором в Ленинградском педагогическом институте имени А. И. Герцена, Институте Речевой Культуры (ИРК) и ЛИПКРИ (Ленинградский Институт повышения квалификации кадров работников искусств).
Последние годы тяжело болел и был оторван от работы и даже чтения. Умер от туберкулёза в Детском Селе (Царском Селе — Пушкине), в туберкулезном санатории.

## Работы
Хотя в аспирантуре и в институте Волошинов, согласно документам, собирался заниматься литературоведением под руководством В. А. Десницкого, его статьи и книги ленинградского периода довольно далеки от литературоведческой проблематики: книга «Фрейдизм» посвящена философскому осмыслению психологии и марксистской критике фрейдизма, книга «Марксизм и философия языка» (1929, написана в 1928) — истории лингвистики, критике структурализма, разработке оригинальной теории речевых стилей, семиотики и синтаксиса; чисто языковым вопросам посвящены и статьи в «Литературной учёбе» (1930). Только статья «Слово в жизни и слово в поэзии» (1926) прямо затрагивает вопросы литературоведения.
Для его работ характерно отрицательное отношение к позитивизму в науке и к схематическим универсальным конструкциям — «абстрактному объективизму», к которому он относил структурализм Соссюра. Книга «Марксизм и философия языка» содержит раздел, посвящённый историографии лингвистики (один из первых в российской науке). Волошинов отвергал соссюровское противопоставление «языка» и «речи», уделял особое внимание анализу стиля как средству передачи индивидуальной личности, выделяя вслед за В. фон Гумбольдтом (и прежде всего за его последователями, такими, как К. Фосслер) творческий аспект языка, конкретику языкового высказывания. На работы Волошинова повлияла немецкая «философия жизни» начала XX века и марксизм; остались неопубликованными его переводы «Философии символических форм» Э. Кассирера, Г. Хирта, Карла Бюлера.
Из поэтических переводов были известны его переводы начала-середины 1920-х гг. Западно-восточного дивана Гёте, Малларме. Увлечение Волошинова марксизмом было, судя по некоторым свидетельствам, искренним, а трактовка во многом расходилась с официальной советской.

## Судьба наследия
Работы Волошинова подверглись в начале 1930-х годов разгромной критике марристов, и он перестал печататься (сыграла здесь роль и ссылка Бахтина в 1930 г. в Кустанай). Но главной причиной того, что наследие Волошинова оказалось почти полностью забытым, стали не преследования властей (сам он не был репрессирован, книги не изымались из библиотек), а то, что идеи, высказанные в его работах, во многом опередили время.
Интерес к работам Волошинова появился на Западе в 1970-е годы благодаря Р. О. Якобсону. Обе его книги и многие статьи были переведены на английский язык и стали активно изучаться как лингвистами, так и философами. Вскоре о них вспомнили и в СССР, а в 1990-е годы они были переизданы (правда, несколько раз — под именем Бахтина; почему — об этом речь в следующем разделе).

## Авторство работ
В современной науке дискуссионен вопрос о том, насколько значительным было участие М. М. Бахтина в написании работ, опубликованных под именем Волошинова. Проблема эта весьма сложна и во многом неразрешима: до нас дошло слишком мало свидетельств. В 1970-е—1980-е годы, сразу после пробуждения исследовательского интереса к этим работам, преобладала точка зрения, согласно которой Волошинов просто «одолжил» опальному и непечатавшемуся Бахтину своё имя и фактически не писал ничего (а некоторые полагали, что такого человека вообще не было, и Волошинов — просто псевдоним Бахтина). Слухи о подставном авторстве Волошинова ходили и ранее. Например, Ольга Фрейденберг записала в своих мемуарах:
Десницкий, неизменно разнося меня за «яфетидологию» и устремленье к прошлому, в то же время ценил меня и любил. Его правой рукой был Н. В. Яковлев, смещённый учёный секретарь. В свою очередь Яковлев имел свою правую руку. Это был Волошинов, изящный молодой человек и эстет, автор лингвистической книги, написанной ему Блохиным. Этот Волошинов цинично предлагал мне, чтоб я за него и на него работала, а он за то будет продвигать меня через Яковлева и Десницкого. Я отказалась — и наши отношенья сделались холодны, как лёд.

Вскоре Волошинов пал, как пал вскоре и Яковлев, как пал ещё дальше Десницкий, — как в своё время навсегда упал Богаевский. Люди, строившие советскую власть, один за другим убирались этой же властью со сцены. Хищники пожирали друг друга.
Сейчас всё больше исследователей проблемы полагают, что в 1920-е годы существовал интенсивно обменивающийся идеями «круг Бахтина», куда входили Бахтин, Волошинов, литературовед П. Н. Медведев (некоторые работы которого также ранее считались написанными Бахтиным), биолог И. И. Канаев и др., и что в написании работ, изданных под именем Волошинова, реально участвовали как Бахтин, так и Волошинов (которому принадлежит, в частности, окончательное письменное оформление идей). В настоящее время дискуссия об авторстве отдельных работ Волошинова («Волошинов vs Бахтин») продолжается, причём как в России, так и за рубежом.

## Издания
- Волошинов, В. Н. Фрейдизм. Критический очерк. Москва, Ленинград: Государственное издательство, 1927.
- Волошинов, В. Н. Марксизм и философия языка [ idem, pdf, 1993 ]. — Л.: «Прибой», 1929.
- Волошинов, В. Н. Философия и социология гуманитарных наук. — СПб. : Аста-Пресс Ltd., 1995. — 380 , [2] c. : портр ; 22 см. — ISBN 5-85962-045-5 (ошибоч.)